# Evgeny Yurevich Tomashevsky
Evgeny Yurevich Tomashevsky (tiếng Nga: Евгений Юрьевич Томашевский; sinh 1 tháng 7 năm 1987 tại Saratov) là một đại kiện tướng cờ vua người Nga. Năm 2001 anh đoạt danh hiệu vô địch cờ vua Nga lứa tuổi dưới 18 (U18) tại Rybinsk với 9 điểm /10 ván và đến năm 2004 anh xếp thứ nhì U18 tại Giải cờ vua trẻ thế giới.
Năm 2009 Tomashevsky giành chức vô địch cờ vua châu Âu sau khi thắng ở tie-break. Trận quyết định thắng Vladimir Malakhov theo thể thức armageddon .
Anh là thành viên của đội Nga giành huy chương vàng tại Giải vô địch đồng đội cờ vua thế giới 2009 tại Bursa. Tại giải cờ vua Aeroflot Tomashevsky hai lần nằm trong ba hạng đầu (2007 hạng nhì và 2011 hạng ba).
Một phần vì có lối chơi thiên về thế trận, một phần vì dáng vẻ bên ngoài (mang kính) và có học vấn tốt nên dù còn trẻ nhưng Tomashevsky có biệt danh là Giáo sư.